# Murat (Cantal)
Murat es una comuna nueva francesa situada en el departamento de Cantal, de la región de Auvernia-Ródano-Alpes.

## Historia
Fue creada el 1 de enero de 2017, en aplicación de una resolución del prefecto de Cantal de 16 de diciembre de 2016 con la unión de las comunas de Chastel-sur-Murat y Murat, pasando a estar el ayuntamiento en la antigua comuna de Murat.

## Demografía
| Gráfica de evolución demográfica de Murat entre 1800 y 2013 |
|                                                             |

Los datos entre 1800 y 2013 son el resultado de sumar los parciales de las dos comunas que forman la nueva comuna de Murat, cuyos datos se han cogido de 1800 a 1999, para las comunas de Chastel-sur-Murat y Murat de la página francesa EHESS/Cassini. Los demás datos se han cogido de la página del INSEE.

## Composición
| Comuna delegada   | Código INSEE | Población (2014) | Superficie (km²) | Densidad (hab./km²) |
| ----------------- | ------------ | ---------------- | ---------------- | ------------------- |
| Chastel-sur-Murat | 15044        | 119              | 13.79            | 9                   |
| Murat             | 15138        | 1999             | 6.47             | 308                 |